# Teorema de Booth
O Teorema de Booth é um resultado na teoria dos grafos, especificamente no estudo de emparelhamentos em grafos bipartidos. O teorema estabelece uma condição necessária e suficiente para um emparelhamento ser máximo, sendo utilizado em algoritmos de emparelhamento, como o algoritmo de Hopcroft-Karp.

### Enunciado
Seja {\displaystyle G=(U,V,E)} um grafo bipartido e {\displaystyle M} um emparelhamento em {\displaystyle G}. Um vértice é denominado deficiente se não está emparelhado em {\displaystyle M}. O teorema afirma que:[
Um emparelhamento {\displaystyle M} é máximo se e somente se não existe um caminho alternante que comece e termine em vértices deficientes e tenha um número ímpar de arestas.

### Conceitos Relacionados
- Um caminho alternante é um caminho no qual as arestas alternam entre pertencentes e não pertencentes ao emparelhamento {\displaystyle M}.[2]
- Se existir um caminho alternante entre dois vértices deficientes, então o emparelhamento {\displaystyle M} não é máximo, ao ser possível aumentá-lo.
- Caso contrário, {\displaystyle M} é um emparelhamento máximo.[3]

Este teorema está íntimo a algoritmos de emparelhamento máximo em grafos bipartidos, como o algoritmo de Hopcroft-Karp, que resolve o problema em tempo {\displaystyle O(|E|{\sqrt {|V|}})}.

## Introdução
O Teorema de Booth é um resultado na Teoria dos Grafos que caracteriza a existência de um emparelhamento máximo em grafos bipartidos. O teorema estabelece uma condição necessária e suficiente baseada na existência de caminhos alternantes, permitindo determinar se um emparelhamento pode ser expandido.
Este resultado é fundamental para o estudo de emparelhamentos em grafos e possui aplicações em diversos problemas de otimização, como a alocação de recursos, designação de tarefas e problemas de casamento estáveis. Além disso, o teorema é uma peça central em algoritmos eficientes para encontrar emparelhamentos máximos, como o Algoritmo de Hopcroft-Karp, que resolve o problema em tempo  {\displaystyle O(|E|{\sqrt {|V|}})}.

## Formulação Matemática
Seja {\displaystyle G=(U,V,E)} um grafo bipartido, onde {\displaystyle U} e {\displaystyle V} são os conjuntos de vértices e {\displaystyle E} o conjunto de arestas. Um subconjunto de arestas {\displaystyle M\subseteq E} é um emparelhamento se nenhum vértice pertence a mais de uma aresta em {\displaystyle M}. Um vértice é dito deficiente se não pertence a nenhuma aresta de {\displaystyle M}.

O Teorema de Booth afirma que:
Um emparelhamento {\displaystyle M} é máximo se e somente se não existe um caminho alternante de comprimento ímpar entre dois vértices deficientes.
Um caminho alternante é um caminho em que as arestas alternam entre pertencentes e não pertencentes ao emparelhamento {\displaystyle M}.
Se existir um caminho alternante de comprimento ímpar entre dois vértices deficientes, então {\displaystyle M} não é máximo, por ser possível aumentar o emparelhamento trocando as arestas ao longo do caminho. Caso contrário, {\displaystyle M} é um emparelhamento máximo.

## Demonstração
A demonstração do Teorema de Booth baseia-se no conceito de caminhos aumentantes e na relação entre emparelhamentos e estruturas alternantes num grafo bipartido.

#### Passo 1: Definições Importantes
Seja {\displaystyle G=(U,V,E)} um grafo bipartido e {\displaystyle M} um emparelhamento (ou seja, um subconjunto de {\displaystyle E} no qual nenhum vértice pertence a mais de uma aresta de {\displaystyle M}).
- Um vértice deficiente é um vértice que não pertence a nenhuma aresta de {\displaystyle M}.[8]
- Um caminho alternante é um caminho no qual as arestas pertencem alternadamente a {\displaystyle M} e a {\displaystyle E\backslash M}.[9]
- Um caminho aumentante é um caminho alternante que começa e termina em vértices deficientes.[10]

#### Passo 2: Necessidade da Condição
Se existir um caminho aumentante de comprimento ímpar entre dois vértices deficientes, então {\displaystyle M} não pode ser um emparelhamento máximo. Isso ocorre porque podemos aumentar o número de vértices emparelhados trocando as arestas ao longo do caminho.
Dado um caminho aumentante {\displaystyle P}, podemos construir um novo emparelhamento {\displaystyle M'} a partir de {\displaystyle M}da seguinte forma:
1. Removemos de {\displaystyle M} todas as arestas de {\displaystyle P} que pertencem a {\displaystyle M}.
2. Adicionamos a {\displaystyle M} todas as arestas de {\displaystyle P} que pertencem a {\displaystyle E\backslash M}.

Como {\displaystyle P} tem um número ímpar de arestas e começa e termina em vértices deficientes, a operação acima aumenta o tamanho de {\displaystyle M}, contradizendo a suposição de que {\displaystyle M} era máximo.

#### Passo 3: Suficiência da Condição
Agora, suponha que não exista um caminho aumentante de comprimento ímpar. Vamos mostrar que {\displaystyle M} deve ser um emparelhamento máximo.
Se {\displaystyle M} não fosse máximo, então existiria um emparelhamento {\displaystyle M'} tal que {\displaystyle |M'|>|M|}. A diferença entre os dois emparelhamentos {\displaystyle M'\backslash M} e {\displaystyle M\backslash M'} forma uma coleção de caminhos alternantes e ciclos alternantes.
- Como {\displaystyle |M'|>|M|}, pelo menos um desses caminhos alternantes conectaria dois vértices deficientes.
- Se esse caminho fosse de comprimento ímpar, ele seria um caminho aumentante, contradizendo a hipótese de que tais caminhos não existem.

Portanto, se não houver caminhos aumentantes de comprimento ímpar, então {\displaystyle M} deve ser um emparelhamento máximo.

#### Conclusão
O Teorema de Booth está demonstrado, pois provamos que:
- Se existir um caminho alternante de comprimento ímpar entre vértices deficientes, então o emparelhamento {\displaystyle M} não é máximo.
- Se não existir tal caminho, então {\displaystyle M} é máximo.

Isso confirma a condição necessária e suficiente do teorema. ∎

## Aplicações do Teorema de Booth
O Teorema de Booth tem diversas aplicações dentro da Teoria dos Grafos, especialmente no estudo de emparelhamentos em grafos bipartidos e em problemas de otimização combinatória. Algumas das principais aplicações incluem:

#### 1. Algoritmos de Emparelhamento Máximo
O teorema fornece a base teórica para a eficiência de algoritmos que encontram emparelhamentos máximos em grafos bipartidos. Um exemplo é o Algoritmo de Hopcroft-Karp, que resolve o problema em tempo {\displaystyle O(|E|{\sqrt {|V|}})}.

#### 2. Designação de Tarefas
Em problemas onde se deseja alocar recursos ou atribuir tarefas de forma ótima, os emparelhamentos máximos são usados para encontrar a melhor distribuição possível. Exemplos incluem:
- Atribuição de trabalhadores a projetos (onde um trabalhador só pode executar certas tarefas).
- Distribuição de alunos a turmas com base em preferências e restrições.[14]

#### 3.Problemas de Casamento Estável
Embora o Problema do Casamento Estável (Stable Marriage Problem) tenha abordagens diferentes, o teorema de Booth auxilia na formulação de problemas relacionados, como emparelhamentos ótimos entre conjuntos de agentes.

#### 4.Redes de FluxoeTransporte
Os emparelhamentos máximos desempenham um papel importante na otimização de fluxos em redes, ajudando a resolver problemas como:
- Planeamento logístico, onde mercadorias devem ser distribuídas eficientemente.
- Gestão de tráfego, otimizando conexões entre pontos de uma rede.[16]

#### 5.Bioinformáticae Comparação de Estruturas
Na análise de sequências genéticas, os algoritmos baseados em emparelhamentos são usados para comparar estruturas moleculares e prever interações entre proteínas.
O Teorema de Booth é, portanto, uma ferramenta essencial para uma ampla gama de aplicações práticas, especialmente quando se trata de problemas de emparelhamento em grafos bipartidos.

## Conteúdos Relacionados
1. Teorema de Hall
2. Teorema de König
3. Algoritmo de Hopcroft-Karp
4. Teorema de Berge
5. Algoritmos de Fluxo Máximo
6. Teorema de Ford-Fulkerson

## Generalizações e Extensões

#### 1. Grafos Não Bipartidos
Embora o teorema tenha sido formulado especificamente para grafos bipartidos, muitos dos seus princípios podem ser estendidos para grafos gerais. No entanto, nesses casos, o problema do emparelhamento máximo torna-se mais complexo, exigindo abordagens diferentes, como o Algoritmo de Edmonds (Blossom Algorithm) para encontrar emparelhamentos máximos em grafos gerais.

#### 2. Emparelhamentos Ponderados
Uma extensão natural do teorema ocorre quando as arestas do grafo possuem pesos associados, levando ao problema do emparelhamento máximo de peso máximo. Algoritmos como o Hungarian Algorithm (Algoritmo Húngaro) podem ser utilizados para resolver essa variação, essencial em problemas de otimização, como atribuição de tarefas ou alocação de recursos.

#### 3. Fluxos em Redes e Caminhos Aumentantes
O conceito de caminhos aumentantes usado no Teorema de Booth tem uma forte ligação com problemas de fluxo máximo em redes, como o Teorema de Ford-Fulkerson. Isso leva a extensões do teorema para problemas que envolvem restrições de capacidade, onde cada aresta possui um limite máximo de fluxo permitido.

#### 4. Aplicações em Correspondências Estáveis
Embora o Teorema de Booth se concentre em emparelhamentos máximos, ele pode ser estendido para problemas que envolvem preferências entre os vértices, como no problema do casamento estável e no problema de alocação ótima (exemplo: alocação de estudantes a universidades com base em preferências e cotas).

#### 5. Generalizações paraHipergráfos
Outra possível extensão ocorre no contexto de hipergráfos, onde as arestas podem conectar mais de dois vértices. Aqui, o conceito de emparelhamento máximo torna-se mais complexo, e técnicas baseadas no Teorema de Booth podem ser adaptadas para encontrar coberturas mínimas e emparelhamentos ótimos.

#### 6.Algoritmos ParaleloseComputação Distribuída
Com o avanço da computação distribuída, o problema de encontrar emparelhamentos máximos em grandes grafos pode ser abordado usando algoritmos paralelos. Algumas técnicas baseadas no Teorema de Booth usam-se para projetar algoritmos eficientes para sistemas distribuídos, como redes de comunicação e processamento massivo de dados.

#### Livros e Artigos Acadêmicos
- Bondy, J. A., & Murty, U. S. R. (2008). Graph Theory. Springer.
  - Um livro abrangente sobre teoria dos grafos, cobrindo emparelhamentos, caminhos aumentantes e teoremas fundamentais.
- Lovász, L., & Plummer, M. D. (2009). Matching Theory. American Mathematical Society.
  - Aborda em profundidade a teoria dos emparelhamentos, incluindo aplicações e algoritmos.
- Cormen, T. H., Leiserson, C. E., Rivest, R. L., & Stein, C. (2022). Introduction to Algorithms. MIT Press.
  - Inclui uma explicação detalhada de algoritmos de emparelhamento, como o Hopcroft-Karp, e suas conexões com o Teorema de Booth.
- Booth, K. S. (1975). A Linear Algorithm for Testing Isomorphism of Planar Graphs. Journal of Computer and System Sciences.
  - O artigo original de Booth, que contém ideias relacionadas a emparelhamentos e caminhos alternantes.

#### Recursos Online
- Wikipedia - Matching in Graph Theory
  - Introdução geral aos emparelhamentos em grafos, incluindo grafos bipartidos.
- PlanetMath - König’s Theorem
  - Explicação sobre o Teorema de König, que tem relação direta com o Teorema de Booth.
- Wolfram MathWorld - Graph Matching
  - Definições formais e exemplos sobre emparelhamentos.